# Rafael Morales (dessinateur)
Pour les articles homonymes, voir Moralès.
 (décembre 2016).
Rafael Morales est un dessinateur suisse connu pour avoir dessiné des aventures d'Alix ou des albums liés à cet univers (Les Voyages d'Orion, Les Voyages d'Alix).

## Biographie
Rafael Moralès a collaboré avec Jacques Martin, le créateur d'Alix sur la série Les Voyages d'Orion alors qu'un conflit existait entre l'auteur et les éditions Casterman et sur les albums 21, 22, 23 et 24 de la série principale Alix.

## Publications
Dans la série Alix, Rafael Moralès a participé aux albums suivants :
- 20 Ô Alexandrie, Casterman,  (ISBN 2-203-31220-3), 1996
Scénario : Jacques Martin - Dessin : Jacques Martin, Marc Henniquiau, Rafael Moralès - Couleurs : collectif
- 21 Les barbares, Casterman,  (ISBN 2-205-04530-X), 1998
Scénario : Jacques Martin - Dessin : Rafael Moralès - Couleurs : collectif
- 22 La chute d'Icare, Casterman,  (ISBN 2-203-31222-X), 2001
Scénario : Jacques Martin - Dessin : Rafael Moralès - Couleurs : Cégé
- 23 Le fleuve de jade, Casterman,  (ISBN 2-203-31223-8), 2003
Scénario : Jacques Martin - Dessin : Rafael Moralès - Couleurs : collectif
- 24 Roma, Roma, Casterman,  (ISBN 2-203-31224-6), 2005
Scénario : Jacques Martin - Dessin : Rafael Moralès - Couleurs : Dina Kathelyn